# 上犹江
上犹江，是中国长江流域的一条河流，汇入章水，属于赣江水系。河长189千米，流域面积4943平方千米，多年平均流量133立方米每秒。自然落差615米。水能理论蕴藏量11万千瓦。